# Pic à queue dorée
Campethera abingoni
Espèce
Statut de conservation UICN

 LC  : Préoccupation mineure
Le Pic à queue dorée (Campethera abingoni) est une espèce d'oiseaux d'Afrique appartenant à la famille des Picidae.

## Répartition
Il se trouve en Afrique du Sud, Angola, Bénin, Botswana, Cameroun, République centrafricaine, République du Congo, République démocratique du Congo, Côte d'Ivoire, Gambie, Ghana, Guinée, Guinée-Bissau, Kenya, Malawi, Mali, Mauritanie, Mozambique, Namibie, Rwanda, Sénégal, Soudan, Swaziland, Tanzanie, Tchad, Ouganda, Zambie et Zimbabwe.